# Hirzer (Tuxer Alpen)
Der Hirzer ist ein 2725 m ü. A. hoher Berg in den Tuxer Alpen in Tirol. Er ist im Winter Ziel einer beliebten Skitour aus dem Wattental.